# BBC Radio 4
BBC Radio 4 is een nationale radiozender in het Verenigd Koninkrijk en onderdeel van de British Broadcasting Corporation. De zender zendt diverse gesproken programma's uit met nieuws, drama, geschiedenis, humoristische en wetenschappelijke programma's. Het radiostation is in 1967 ontstaan uit de vroegere zender BBC Home Service.
BBC Radio 4 is na BBC Radio 2 de meest populaire radiozender in het Verenigd Koninkrijk en werd in 2003 en 2004 "UK Radio Station of the Year" op de Sony Radio Academy Awards. Het is met £71,4 miljoen (2005/2006) de duurste nationale radiozender. Er is geen vergelijkbare (commerciële) zender, hoewel Channel 4 in 2007 (inmiddels verlaten) plannen had om een praatzender te starten.
Muziek- en sportuitzendingen zijn de enige die in de regel niet binnen het programma van de zender passen, hoewel er op de lange golf uitgebreide reportages over test cricket wedstrijden van het Engels cricketelftal worden uitgezonden. Omdat de zender goed te ontvangen is op zee, worden op Radio 4 ook weerberichten voor de scheepvaart uitgezonden (The Shipping Forecast). Ook is de zender aangewezen als nationale zender bij rampen. Dit betekent dat, mochten alle andere zenders stoppen vanwege noodsituaties zoals een oorlog, Radio 4 doorgaat met uitzenden.